# Kanton Nancy-1
Kanton Nancy-1 (fr. Canton de Nancy-1) je francouzský kanton v departementu Meurthe-et-Moselle v regionu Grand Est. Tvoří ho část města Nancy. Zřízen byl v roce 2015.